# Theope pieridoides
Theope pieridoides är en fjärilsart som beskrevs av Felder 1865. Theope pieridoides ingår i släktet Theope och familjen Riodinidae. Inga underarter finns listade i Catalogue of Life.